# UFC 22
UFC 22: There Can Be Only One Champion（ユーエフシー・トゥエンティツー：ゼア・キャン・ビー・オンリーワン・チャンピオン）は、アメリカ合衆国の総合格闘技団体「UFC」の大会の一つ。1999年9月24日、ルイジアナ州レイクチャールズのレイクチャールズ市民センターで開催された。

## 大会概要
メインイベントのUFC世界ミドル級（後のライトヘビー級）タイトルマッチでは、王者フランク・シャムロックが挑戦者ティト・オーティズを降し、4度目の王座防衛に成功した。試合後、シャムロックはUFCからの撤退を表明し、王座を返上した。
マット・ヒューズ、ジェンス・パルヴァーがUFCに初出場した。

## 試合結果
第1試合 ライト級予備戦 5分2R
△  ジェンス・パルヴァー vs.  アルフィ・アルカレズ △
2R終了 判定1-0
第2試合 ミドル級 5分3R
○  ジョン・ルイス vs.  ローウェル・アンダーソン ×
3R 0:13 TKO（タオル投入）
第3試合 ライト級 5分3R
○  マット・ヒューズ vs.  ヴァレリ・イグナトフ ×
3R終了 判定3-0
第4試合 ミドル級 5分3R
○  チャック・リデル vs.  ポール・ジョーンズ ×
1R 3:53 TKO（レフェリーストップ：カット）
第5試合 ヘビー級 5分3R
○  ブラッド・コーラー vs.  スティーブ・ジャドソン ×
1R 0:30 KO（右フック）
第6試合 ヘビー級 5分3R
○  ジェレミー・ホーン vs.  ジェイソン・ゴドシー ×
1R 2:08 腕ひしぎ十字固め
第7試合 ヘビー級 5分3R
△  ティム・レイシック vs.  ロン・ウォーターマン △
3R終了 判定0-0
第8試合 UFC世界ミドル級タイトルマッチ 5分5R
○  フランク・シャムロック vs.  ティト・オーティズ ×
4R 4:42 ギブアップ（グラウンドパンチ）
※シャムロックが王座の4度目の防衛に成功